# Vladimír Pachman

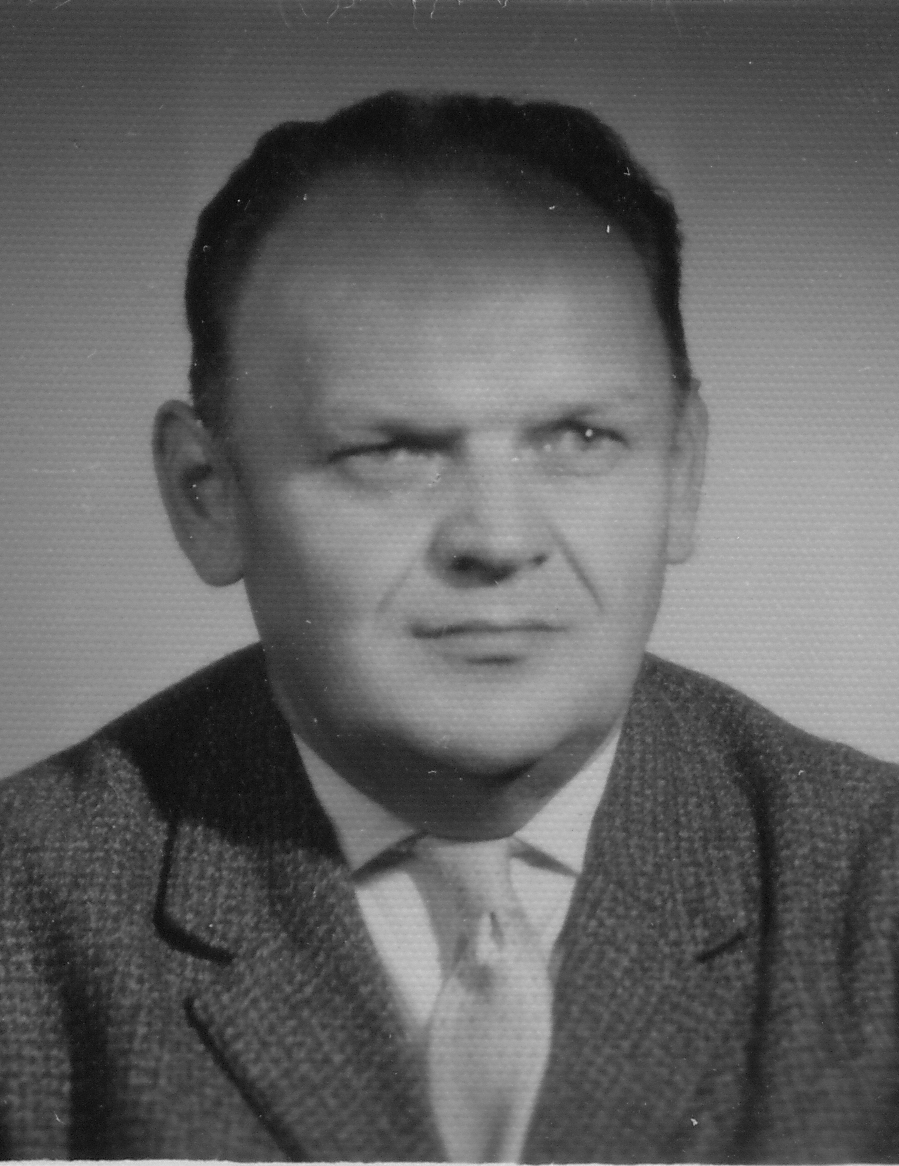
Vladimír Pachman

Vladimír Pachman (* 16. April 1918 in Bělá pod Bezdězem; † 8. August 1984 in Prag) war ein tschechischer Großmeister für Schachkomposition.

## Schachkomposition
Pachmans Erstling erschien 1934, insgesamt publizierte er mehr als 1200 Aufgaben und Studien, vorwiegend Drei- und Mehrzüger der Böhmischen Schule. Einige Kompositionen waren im Neudeutschen Stil. Er war dreizehnfacher Landesmeister in der Schachkomposition.
|   | a | b | c | d | e | f | g | h |   |
| 8 |   |   |   |   |   |   |   |   | 8 |
| 7 |   |   |   |   |   |   |   |   | 7 |
| 6 |   |   |   |   |   |   |   |   | 6 |
| 5 |   |   |   |   |   |   |   |   | 5 |
| 4 |   |   |   |   |   |   |   |   | 4 |
| 3 |   |   |   |   |   |   |   |   | 3 |
| 2 |   |   |   |   |   |   |   |   | 2 |
| 1 |   |   |   |   |   |   |   |   | 1 |
|   | a | b | c | d | e | f | g | h |   |

Lösung:

1. Kb4–b5! Sb7–d8 Nach 1. … Le6–c8 2. Le5–b8 a7–a5 3. Lb8–c7 Lc8–d7+ 4. Kb5–a6 a5–a4 5. Ka6xb7 ist die Stellung wegen der ungleichfarbigen Läufer nicht zu gewinnen.

2. Le5–b8! Le6–d7+ Nach 2. Kb5–a6? Le6–c4+ gewinnt die Springergabel Sd8–c6+ Figur und Partie, denn Läufer und Springer setzen matt.

3. Kb5–a6 Ld7–c8+ Nach 3. … Sd8–c6 4. Lb8xa7 Ld7–c8+ 5. Ka6–b5! (nicht aber 5. Ka6–b6?, weil dann nach Ke8–d7 durch Zugzwang der weiße Läufer verloren geht) Sc6xa7+ Kb5–b6 ist der Springer gefangen.

4. Ka6xa7 Sd8–c6+

5. Ka7–b6! Sc6xb8 Nach 5. Ka7–a8? käme der Tod auf den weißen Feldern: Lc8–a6, Ke8–d7–c8 und La6–b7 matt

6. Kb6–c7
die Königsgabel führt zu Figurenverlust – remis.

## Autor
Von 1952 bis 1953 sowie von 1958 bis 1965 war Pachman Redakteur der Abteilung für Schachaufgaben von Československý Šach. Zudem publizierte er eine Reihe von Büchern und Artikeln zu Fragen der Schachkomposition.

## Funktionär
1952 sowie von 1958 bis 1964 war Pachman Vorsitzender der tschechoslowakischen Organisation für Schachkomposition, von 1956 bis 1963 war er Delegierter der PCCC. 1975 oder 1976 erhielt er den Großmeistertitel für Schachkomposition.
Pachman studierte an der philosophischen Fakultät der Karls-Universität Prag und lehrte später Philosophie. Luděk Pachman war sein Bruder.

## Werke
- Vladimír Pachman: Vybrané šachové skladby. ÚV ČSTV Vědeckometodické oddělení, Praha, 1980.